# Caméra matricielle
Une caméra vidéo est dite matricielle lorsque les pixels qui composent son capteur (CCD, ou CMOS) forment une matrice de taille nxm avec n et m supérieurs strictement à 1.
Sur certaines caméras, les pixels ne sont pas carrés et leur arrangement n'est pas systématiquement de forme matricielle stricte mais parfois en quinconce.

## Caméra matricielle noir et blanc
Sur les caméras noir et blanc, tous les pixels enregistrent l'intensité lumineuse reçue suivant une courbe de sensibilité à la fréquence (donc à la couleur) définie et publiée par les fabricants de senseurs.

## Caméra matricielle couleur
Les capteurs matriciels couleurs sont divisés en plusieurs catégories. Voir l'article sur les Capteurs photographiques